# Brendan Nelson
Brendan John Nelson (ur. 19 sierpnia 1958 w Melbourne) – polityk australijski, deputowany i były minister z ramienia Partii Liberalnej, lekarz.

## Życiorys
Ukończył studia medyczne na Flinders University w Adelaide, pracował jako lekarz w Hobart na Tasmanii. W latach 1990–1992 kierował Australijskim Stowarzyszeniem Medycznym w stanie Tasmania, w latach 1991–1993 był wiceprzewodniczącym, a 1993-1995 przewodniczącym władz ogólnokrajowych tej organizacji. Znany z ambicji politycznych, początkowo należał do Partii Pracy, a praktykę medyczną prowadził wspólnie z Davidem Creanem (przyszłym członkiem stanowego rządu Tasmanii z ramienia Partii Pracy i bratem Simona Creana, federalnego lidera Partii Pracy). W 1994 przeszedł do Partii Liberalnej.
W marcu 1996 został po raz pierwszy wybrany do parlamentu z okręgu wyborczego Bradfield (Nowa Południowa Walia). W 2001 objął funkcję parlamentarnego sekretarza ministra obrony, a po wyborach parlamentarnych w t.r. wszedł do rządu Johna Howarda jako szef resortu edukacji, nauki i wychowania. Prowadził na tym stanowisku politykę zwiększania kontroli rządu nad władzami uczelni państwowych oraz wspierał finansowanie niepaństwowych instytucji edukacyjnych.
W styczniu 2006 został ministrem obrony, zastępując Roberta Hilla. Po przegranych przez Liberałów wyborach w 2007 został wybrany na przewodniczącego Partii Liberalnej i został szefem opozycji (gabinetu cieni). 16 września 2008 na stanowisku lidera Partii Liberalnej zastąpił go Malcolm Turnbull.